# 联邦军人纪念公墓
联邦军人纪念公墓（俄语：Федеральное военное мемориальное кладбище）是俄罗斯联邦的国家公墓，位于莫斯科东北部的梅季希區。
在克里姆林宮紅場墓園1985年停止墓葬后，联邦军人纪念公墓成为俄罗斯国家领导人的新墓地。2013年6月21日举行了首场葬礼。

## 历史
2001年，俄罗斯总统普京签署“关于修建联邦军人纪念公墓”的总统令。工程设计占地面积为53公顷，可以容纳3.4万座军人墓地。
在2013年6月22日卫国战争纪念和哀悼日，联邦战争纪念公墓正式对外开放。国防部长绍伊古出席了开幕式。
2013年6月21日，这里举行了首场葬礼。一位苏德战争期间在斯摩棱斯克州牺牲的苏联红军无名烈士被安葬在这里。
2013年8月30日，俄罗斯东正教大牧首基里尔出席拉多涅日的圣谢尔盖公墓教堂奠基仪式。

## 建筑

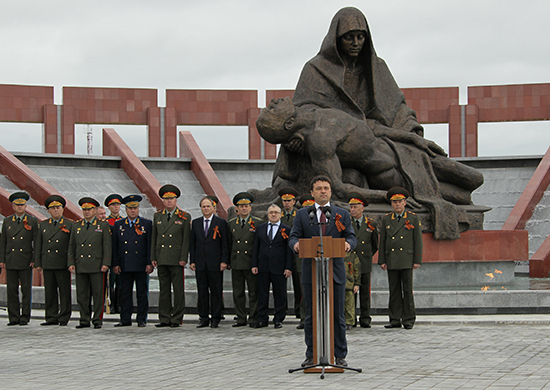
纪念碑

俄罗斯联邦政府参照美国阿灵顿国家公墓的管理和运作模式，将联邦军人公墓定位为一座集合纪念、历史教育和公墓性质的综合性国家公墓。公墓及周边纪念建筑群的设计师是维塔利·丘德诺夫采夫，他采用了红-灰颜色的花岗岩作为主要材料，安放有著名历史人物的青铜雕像。公墓的设计总监及负责人是荣获俄罗斯联邦人民画家荣誉称号的谢尔盖·维塔利耶维奇·格里亚耶夫。
英国每日电讯报评论说，联邦军人纪念公墓是俄罗斯光辉复兴的华丽见证。

## 安葬者
- 米哈伊尔·季莫费耶维奇·卡拉什尼科夫（1919年–2013年），中將，枪械设计师，“AK-47之父”。[6]
- 瓦西里·伊萬諾維奇·彼得羅夫（1917年–2014年），苏联元帅。
- 弗拉基米尔·米哈伊洛维奇·米哈尔金（1927年–2017年），苏联炮兵元帅。[7]